# Kerr Smith
Pour les articles homonymes, voir Smith.
Kerr Smith, né Kerr Van Cleve Smith le 9 mars 1972 à Exton en Pennsylvanie aux États-Unis, est un acteur américain. Il se fait connaître grâce au rôle de Jack McPhee dans Dawson, mais aussi plus récemment dans le film acclamé par la critique en 2015 Les Racines de l'espoir,.
Il s'est également illustré en tant que rôle récurrent dans de nombreuses séries telles que Charmed, DOS : Division des opérations spéciales, Life Unexpected, The Fosters ou encore Riverdale.

## Biographie

### Enfance
Influencé par son père, Kerr Smith débute dans le milieu des affaires après de longues années d'études universitaires. Mais une fois son diplôme d'administration en affaires financières en poche, il s'ennuie dans l'entreprise de son père et décide de tout plaquer du jour au lendemain pour partir tenter sa chance à New York.

### Carrière
Les premiers temps sont difficiles à cause du manque d'expérience de Kerr Smith et de son physique "trop jeune" qui lui ferment bien des portes. Déterminé, il s'accroche et finit par décrocher des petits rôles dans des séries comme Alerte à Malibu et parvient même à se faire sélectionner parmi des milliers de candidats pour une publicité, qui lui permettra de subvenir longtemps à ses besoins.
Il obtient son premier rôle régulier dans la série As the World Turns, diffusée tous les jours sur CBS, qui lui permet de gagner une récompense du meilleur nouvel acteur. Encouragé par cette expérience, il continue d'accumuler les auditions et c'est ainsi qu'il décroche le rôle de Jack dans Dawson, avec James Van Der Beek, Michelle Williams et Katie Holmes. Son rôle d'adolescent timide et homosexuel dans une petite ville gagne le cœur des téléspectateurs. Depuis, il fait des apparitions dans d'autres séries telles que Les Experts : Miami, The Closer : L.A. enquêtes prioritaires ou Charmed, et DOS : Division des opérations spéciales avec Benjamin Bratt.
En 2010, il décroche le rôle de Ryan Thomas dans la série Life Unexpected avec Brittany Robertson et Shiri Appleby. Plus tard, il décroche un rôle récurrent dans les séries à succès comme The Fosters, ainsi que dans Riverdale.
Côté cinéma, on peut le voir dans Destination finale, Les Vampires du désert et Sexe Intentions 3, mais aussi en 2015 dans le film acclamé par la critique Les Racines de l'espoir,.
En 2019, il s'illustre dans neuf épisodes de la série à succès Riverdale.

### Vie privée
Le 7 juin 2003, Kerr Smith se marie à l'actrice Harmoni Everett et divorce en mars 2010.

## Filmographie

### Longs métrages
- 1998 : Hit and Runway : Joey Worciuekowski
- 1998 : Lucid Day in Hell : Kelly
- 2000 : The Broken Hearts Club: A Romantic Comedy : Catcher
- 2000 : Destination finale : Carter Horton
- 2001 : Les Vampires du désert : Sean
- 2002 : Pressure : Steve Hillman
- 2004 : Sexe Intentions 3 : Jason Argyle
- 2004 : Road Kill : Jason
- 2009 : Meurtres à la St-Valentin : Axel Palmer
- 2011 : Destination finale 5 : Carter Horton (images d'archives)
- 2015 : Les Racines de l'espoir : Officier Mitch Minniear

### Séries télévisées
- 1996-1997 : As the World Turns : Teddy Ellison 'Ryder' Hughes
- 1998 : Alerte à Malibu : Sean
- 1998-2003 : Dawson : Jack McPhee
- 2000 : Les Experts : un Garçon
- 2002 : Au-delà du réel : L'aventure continue : Zach Burnham
- 2003 : Critical Assembly : Bobby Damon
- 2003 : Miss Match : Père-Noël
- 2004 : Silver Lake : Dennis Patterson
- 2004-2005 : Charmed : Kyle Brody
- 2005 : Les Experts : Miami : Matthew Wilton
- 2005 : The Closer : L.A. enquêtes prioritaires : Blake Rawlings
- 2005-2006 : DOS : Division des opérations spéciales : le capitaine Bobby Wilkerson
- 2006-2007 : Justice : Tom Nicholson
- 2007 : Les Experts : Manhattan : Andrew 'Drew' Bedford
- 2008-2009 : Eli Stone : Paul Rollins
- 2009 : Forgotten : Patrick Dent
- 2010-2011 : Life Unexpected : Ryan Thomas
- 2011 : NCIS : Enquêtes spéciales : Jonas Cobb
- 2014 : Esprits criminels : Frank Cowles
- 2014-2018 : The Fosters : Robert Quinn
- 2015 : Stalker : John Bardo
- 2016 : Marvel : Les Agents du SHIELD : Joseph Bauer
- 2017 : Doubt : Affaires douteuses  : ADA PJ Arrington
- 2019 : NCIS : Los Angeles : l'agent spécial du FBI David Ross
- 2019 : Riverdale : le proviseur Honey
- 2021 : The Resident : le PDG de Red Rock Jacob Yorn

## Voix francophones
En France, Hervé Rey est la voix régulière de Kerr Smith depuis ses débuts en 1998,.
En France
| - Hervé Rey, dans : - Alerte à Malibu (série télévisée) - Dawson (série télévisée) - Les Vampires du désert - La Dernière traque (en) - Miss Match (série télévisée) - Sexe Intentions 3 - Charmed (série télévisée) - Les Experts : Miami (série télévisée) - The Closer : L.A. enquêtes prioritaires (série télévisée) - DOS : Division des opérations spéciales (série télévisée) - Justice (série télévisée) - Les Experts : Manhattan (série télévisée) - Meurtres à la St-Valentin - Eli Stone (série télévisée) - Forgotten (série télévisée) - NCIS : Enquêtes spéciales (série télévisée) - Saige Paints the Sky (en) (téléfilm) - The Fosters (série télévisée) - NCIS : Los Angeles (série télévisée) - Riverdale (série télévisée) - The Resident (série télévisée) | Et aussi - Thierry Ragueneau dans Destination finale - Antoine Nouel dans Life Unexpected (série télévisée) - Jean-Philippe Puymartin dans Marvel : Les Agents du SHIELD (série télévisée) |